# Melitaea parthenoides
La minerva (Melitaea parthenoides) es una mariposa de la familia Nymphalidae. Keferstein 1851. Se puede encontrar al sur de Europa occidental, más específicamente en la Península ibérica, al sur oeste de Francia y Alemania, partes de los Alpes italianos, Ligures y Cottianos, y algunas regiones de Suiza.

## Descripción
La envergadura de sus alas es de entre 28 a 34 mm. En climas secos, con clima favorable los adultos son bivoltinos, vuelan en dos generaciones, de mayo a junio y de agosto a septiembre. En altitudes altas, es univoltina con una generación de junio a julio.

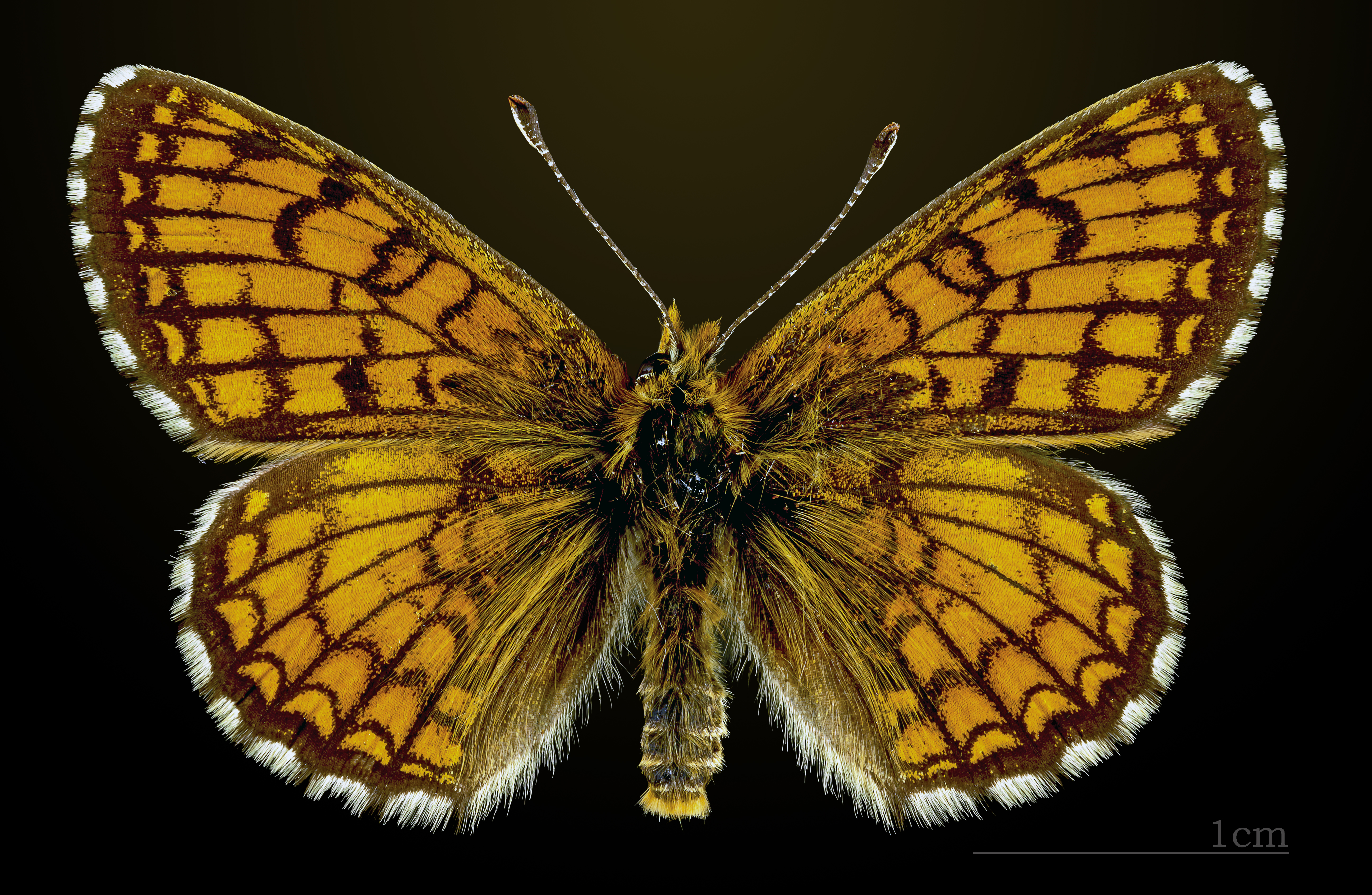
♂
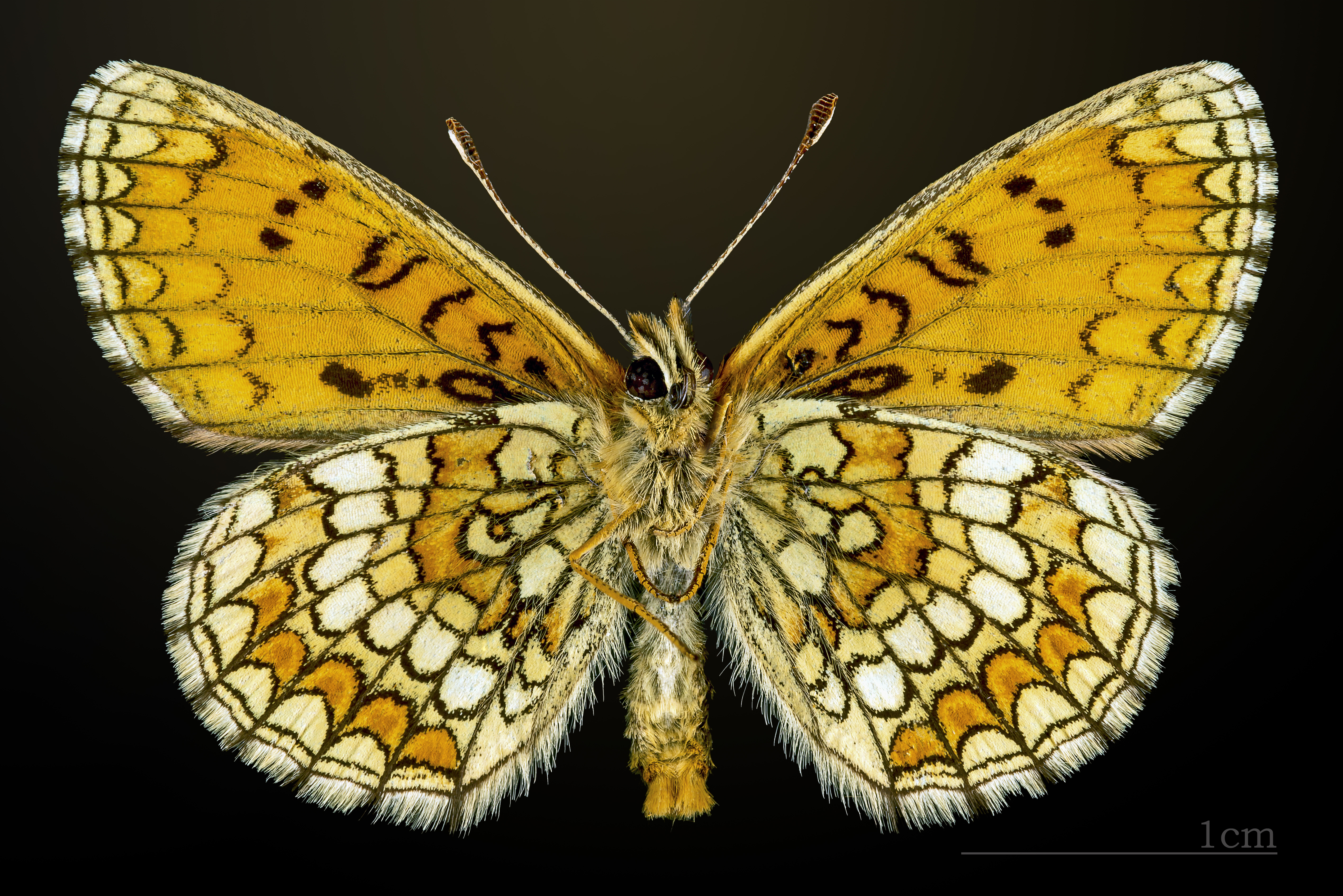
△ ♂
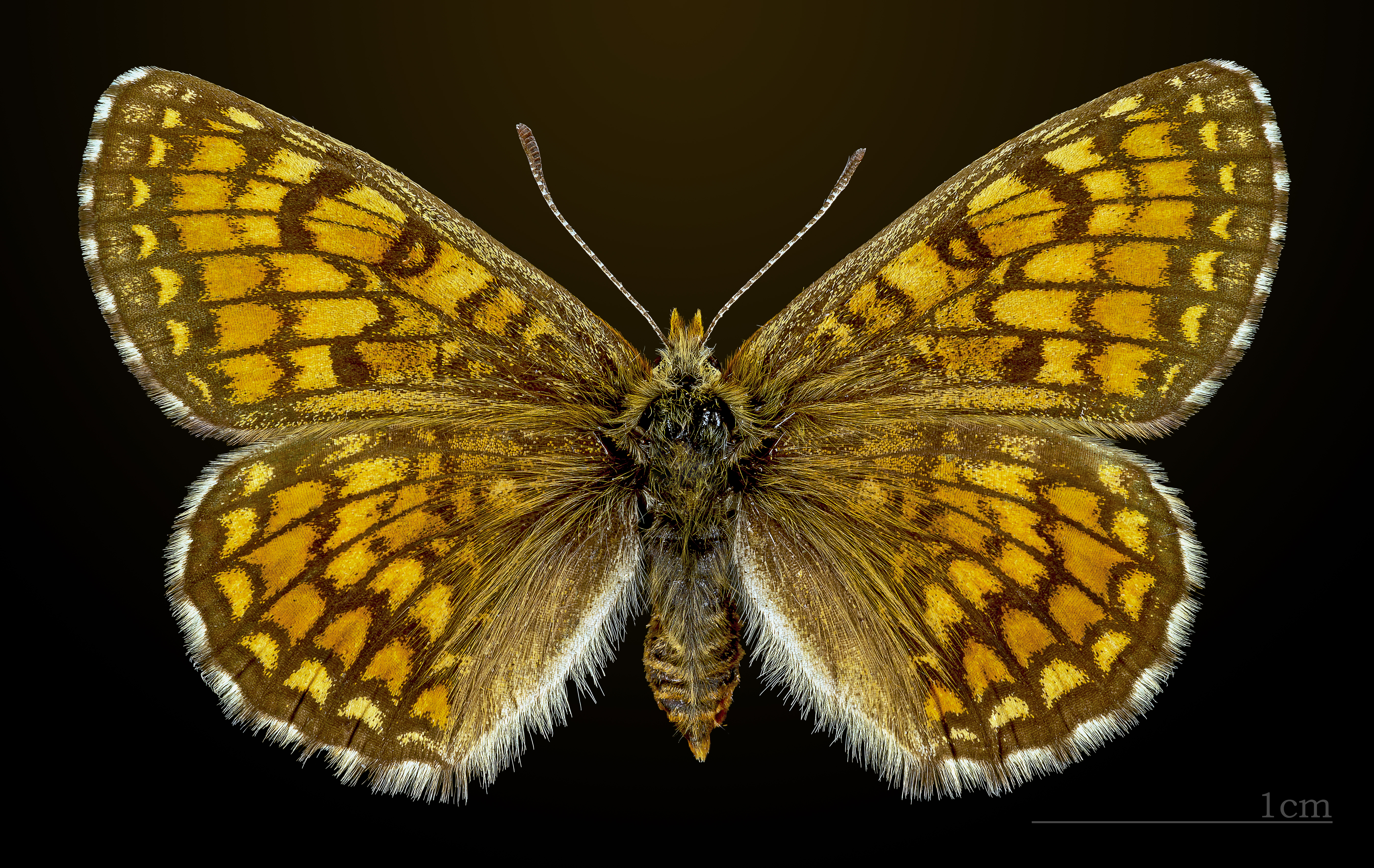
♀
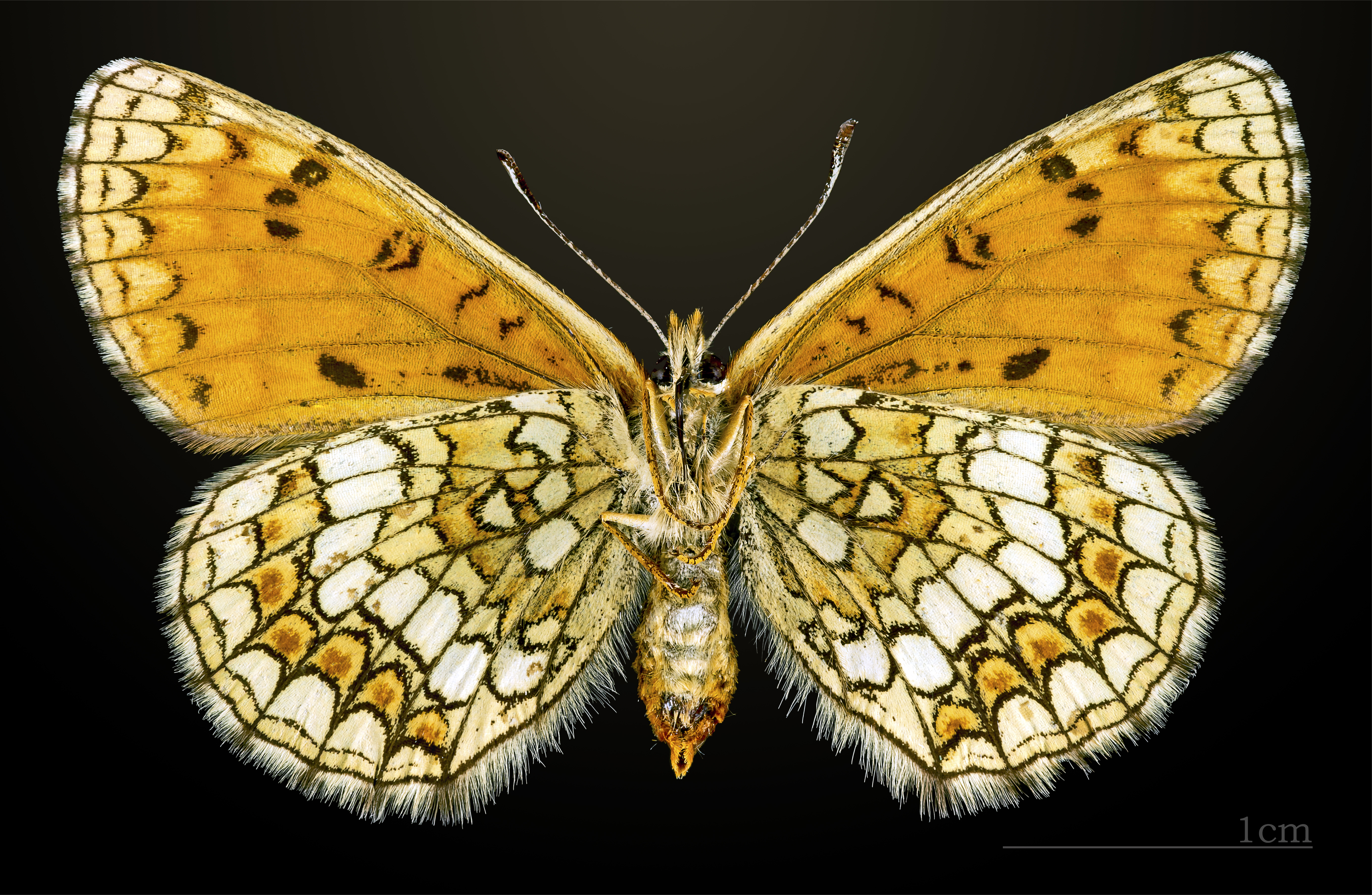
♀ △

Las orugas se alimentan de la especie Plantago, pero principalmente Plantago lanceolata.

## Hábitat
Zonas con hierba, abiertas con flores, límites de bosques.

## Biología
Plantago lanceolata, Plantago alpina, Plantago media.
Huevos agrupados en el envés de las hojas, las orugas se alimentan e hibernan en grupo, dispersándose en sus últimos estadios de crecimiento.